# نقش بارايبا

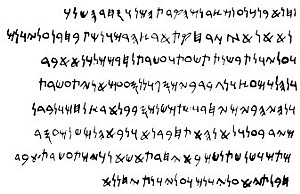
نسخة من نص نقش بارايبا أرسلت إلى لاديسلاو نيتو في عام 1872.

نقش پارايبا (Paraíba) أو (Parahyba) هو نص مكتوب بالحروف الفينيقية-الكنعانية، اكتشف في البرازيل ويفترض به أن يكون دليلاً على وصول الفينقيين الكنعانيين إلى القارة الأمريكية، ولا زال موضع خلاف بين الباحثين حول حقيقته. 

## تاريخ
اكتشف الحجر الذي يحمل النقش في العام 1873 م في منطقة جواو پيسوا (João Pessoa) بالقرب من نهر پارايبا في منطقة تسمى پاسو ألتو (Pauso Alto). مكتشف الحجر هو أحد الخدم (الرقيق) الذي لم يذكر اسمه، بعد اكتشاف الحجر بعام قام مدير المتحف الوطني البرازيلي بنشر نسخة للنقش، واختفى (ضاع) بعد ذلك الحجر (النص الأصلي)، لقد أثار النقش جدالاً لعشارات السنين وتم اعتباره مزوراً على أساس وجود العديد من «الآثار الفينيقية» (نقود مثلاً) في أمريكا الجنوبية والتي تبين أنها مزورة بعد الدراسة.
في العام 1968 م أعاد المستشرق الأمريكي گوردون (Cyrus H. Gordon) دراسة النقش، وخرج بتقييم جديد، معتبراً النقش حقيقي (غير مزور) وفق المعطيات الحديثة التي توفرت عن اللغة الفينيقية حينها، وأرخ الباحث گوردون النقش للعام 500 قبل الميلاد، معتبراً لغته لهجة خليط من الفينيقية والآرامية، بينما أرخه زميله براندن (Van den Branden) للعام 800 قبل الميلاد.

## نقحرةالنص
1. ن ح ن ا ب ن ك ن ع ن م ص د ن م هـ ق ر ت هـ م ن وس ح ب هـ ش ل ك
2. ل ا ا ل ا ي ز ر ح ق ت ا ر ص هـ ب م ك ن ش ت ب ح ر ل ع ل ي ون م
3. وع ل ي ون ت ب ش ن ت ت ش ع ت وع ش ر ت ل ح ر م م ل ك ن ا ا ب د
4. ون هـ ل ك م ع ص ون گ ب ر ب ي م س ف ون ن س ع ع م ا ن ي ت ع ش ر ت
5. ون هـ ي هـ ب ي م ي ح د وش ت م ش ن م س ب ب ل ا ر ص ل ح م ون ب ل
6. م ي ر ب ع ل ك ل ا ن هـ ا ت ح ب ر ن ا ون ب ا هـ ل م ش ن م ع س ر.
7. م ت م وش ل ش ت ن ش م ب ا ي ح ر ت ا ش ا وك ي م ت ع ش ر ت ا ب د
8. ح ب ن ت ي ا ع ل ي ون م وع ل ي ون ت ي ح ن ن ا.

## ترجمة النص
1. نحن أبناء «ك ن ع ن» (كنعان) من «ص د ن م» (صيدا).بحارة وتجار.
2. قُذفنا على هذه السواحل البعيدة. بلد الجبال. ضحينا بشاب منا لـ «ع ل ي ون م» (الآلهة)
3. و«ع ل ي ون ت» (الإلاهات). في السنة التاسعة عشرة لـ «ح ر م» (لحيرام) ملكنا العظيم القائد
4. انطلقنا من «ع ص ون گ ب ر» (عصيون جابر) بـ «ي م» «س ف» (البحر الأحمر) وغادرنا بعشرة سفن
5. كنا في البحر معاً لسنتين دائرين حول أرض لـ «ح م» (حام !إفريقيا) وافترقنا
6. من «ي ر ب ع ل» (ير بعل) وفارقنا زملائنا ووصلنا هنا أثنا عشر
7. رجل وثلاث نساء لساحل البرية حيث أنا «م ت ع ش ر ت» (مت عشتار) القائد
8. قدمت لـ «ع ل ي ون م» (الآلهة) و«ع ل ي ون ت» (الإلاهات) لترحمنا

## وصلات خارجية
- Die Tafel von Parahyba – Phönizier in Südamerika
- Waren die Phönizier in Südamerika?